# Distrikt Huallanca (Bolognesi)
Der Distrikt Huallanca liegt in der Provinz Bolognesi in der Region Ancash in West-Peru. Der Distrikt wurde am 2. Januar 1857 gegründet. Er besitzt eine Fläche von 818 km². Beim Zensus 2017 wurden 6749 Einwohner gezählt. Im Jahr 1993 lag die Einwohnerzahl bei 7772, im Jahr 2007 bei 8249. Die Distriktverwaltung befindet sich in der 3540 m hoch gelegenen Kleinstadt Huallanca mit 5221 Einwohnern (Stand 2017). Huallanca befindet sich 37 km nordöstlich der Provinzhauptstadt Chiquian. Im Distrikt gibt es mehrere Minen, in denen Erze abgebaut werden.

## Geographische Lage
Der Distrikt Huallanca liegt an der Ostflanke der peruanischen Westkordillere im äußersten Nordosten der Provinz Bolognesi. Die westliche Distriktgrenze verläuft entlang der kontinentalen Wasserscheide. Der Río Vizcarra entwässert das Areal nach Osten.
Der Distrikt Huallanca grenzt im Westen an die Distrikte Huasta und Aquia, im Norden an die Distrikte San Marcos (Provinz Huari) und Llata (Provinz Huamalíes), im Nordosten an die Distrikte Pachas, Ripán und La Unión (alle drei in der Provinz Dos de Mayo) sowie im Südosten und im Süden an die Distrikte Rondos, Baños und Queropalca (alle drei in der Provinz Lauricocha).